# 7470 Джаббервок
7470 Джаббервок (7470 Jabberwock) — астероїд головного поясу, відкритий 2 травня 1991 року.
Тіссеранів параметр щодо Юпітера — 3,585.